# Galaktički anticentar
Galaktički anticentar ili galaktičko protusredište teorijska je točka na nebu smještena izravno nasuprot središta galaktike Kumove slame. Budući da je točka odnosna, varirat će ovisno o promatračevom položaju. Ona zapravo nije čvrsta točka u prostoru.
Većinu vremena ovaj se pojam odnosi na protusredišnu točku gledano s točke gledišta promatrača na planetu Zemlji.
Štoviše, točke na nebu nisu ograničene na konačno područje. Drugim riječima, dva objekta u različitim galaktikama mogu oba biti u galaktičkoj protusredišnoj točki dokle god su u pravcu nasuprot pravca galaktičkog središta, umnogome onako kako zvijezde u zviježđu mogu u potpunosti ne biti ni u kakvom odnosu unatoč što su vizualno blizu jedna drugoj.
Sa Zemlje gledano prema galaktičkom središtu, galaktičko protusredište nalazi se u zviježđu Kočijašu, u regiji galaktičkog diska s najmanjom za promatrati zvjezdanom gustoćom. Najbliža svijetla zvijezda ovoj točki jest Alnath (Beta Tauri).
Iskazano u galaktičkom koordinatnom sustavu, galaktičko središte u zviježđu Strijelca odgovara dužini od 0°, a protusredište (anticentar) je točno na 180°. Iskazano u ekvatorskom koordinatnom sustavu, protusredište (anticentar) je otprilike na RA 05h 46m, Dec. +28° 56'.
Regija blizu protusredišta koja isijava crtu neutralnog vodika od 21 cm zove se supermjehur ili ljuska anticentra.